# かもめが翔んだ日
「かもめが翔んだ日」（かもめがとんだひ）は、渡辺真知子のセカンド・シングル曲。1978年4月21日にCBS・ソニー（現・ソニー・ミュージックレーベルズ / ソニー・ミュージックレコーズ）より発売。
渡辺の代表曲として知られ、「迷い道」「ブルー」「唇よ、熱く君を語れ」などと並んでヒット曲となった。渡辺の個人事務所やオフィシャルウェブサイト、公式ファンクラブの名称にも、シンボルとして「かもめ」の名が用いられている。
A・B面曲ともに、同年5月21日発売のファースト・アルバム『海につれていって』に収録された。

## 解説

### 楽曲の誕生
アマチュア時代から自分で作詞・作曲してきた渡辺は、いつかプロとして音楽作品を歌ってみたいと思っていた。それだけにデビューから2曲目でプロの作詞家に歌詞を書いてもらうことが嬉しく、伊藤アキラから詞を渡されたときは心が躍ったという。そして詞を見た瞬間に旋律も浮かんだという。
しかし、最初の時点では「ハーバーライトが…」で始まる冒頭部の歌詞はなかった。「何かが足りないので幕開きの詞が欲しい」というディレクターからの要望により、伊藤は冒頭2行の詞を追加した。渡辺はディレクターから追加分の詞を受け取り、後でその分の曲を作ることにした。その後、「かもめが翔んだ日」とは別の曲として新たに作った曲をディレクターに聴かせている最中、ディレクターの発案でそのメロディーに乗せて追加分の詞を歌ってみると、別々だったはずの曲が一つになり、渡辺はその結果に「自分でも驚いた」と語っている。
レコード録音では通常ドンカマやメトロノーム等を用いて曲のテンポを一定にするが、本曲の録音ではピアノの羽田健太郎をはじめとするミュージシャン全員が「勢いのまま行こう」と機械の使用を止めたため、レコードでは曲が進むにつれてテンポが早くなっている。
新曲のシングル版をプレスするときには試聴会を行うが、「かもめが翔んだ日」は試聴会の時点から反響が大きく、発売前のソニーでの試聴会では様々な曲が流れる中でこの曲には拍手が起き、試聴会としては異例のアンコールが行われた。これらのことにより、周囲の関係者は発売前からヒット曲になることを確信していたという。実際に曲が発売されると、デビュー曲「迷い道」には及ばなかったものの46万枚を売り上げ、渡辺はこの曲で第20回日本レコード大賞最優秀新人賞を受賞した。

### 楽曲の舞台・横須賀との関係
歌詞の中に「海」や「港」という語句はあっても具体的な地名などは登場しないが、渡辺自身は出身地である神奈川県横須賀市の観音崎をイメージすることが多いという。
2008年11月21日からは、同市三春町にある京浜急行電鉄堀ノ内駅の接近メロディとして使用されている。編曲は塩塚博が手掛けた。

## 収録曲
1. かもめが翔んだ日
作詞：伊藤アキラ、作曲：渡辺真知子、編曲：船山基紀
2. なのにあいつ 
作詞：伊藤アキラ、作曲：渡辺真知子、編曲：船山基紀

## スタジアム・バージョン
カモメをチームキャラクターとする千葉ロッテマリーンズは、2007年に千葉マリンスタジアムでのゲーム時にこの曲を流すようになり、渡辺自身も千葉マリンスタジアムで歌唱した。
同年8月15日には、マリーンズファンのために本曲をリメイクした「かもめが翔んだ日（スタジアム・バージョン）」を、千葉マリンスタジアムおよびSony Music Shop限定販売でリリースした。このバージョンは、翌2008年6月4日発売のシングル『いろいろな白』のカップリング曲として収録され、一般販売された。

## カバー
- PE'Z - 2003年のミニアルバム『花咲クDON BLA GO!』および2003年のアルバム『極月-KIWAMARI ZUKI-』に収録。
- 松原のぶえ - 2009年のカバーアルバム『エンカのチカラ -GOLD 70's-』収録。
- Acid Black Cherry - 2010年のアルバム『Recreation 2』収録。
- 島津亜矢 - 2013年のカバーアルバム『SINGER 2』収録。
- フルーティー - 2014年に「アイドル名曲発掘プロジェクト "RE:IDOL"」の一環としてカバー。
- 徳永英明 - 2015年のカバーアルバム『VOCALIST 6』収録。
- 石井竜也 - 2017年のカバーアルバム『DIAMOND MEMORIES』収録。
- デラックス×デラックス - 2020年のカバーシングル『泣いてないんだから』収録。
- 津吹みゆ - 2020年のアルバム『笑顔いっぱい歌にのせて』収録。
- 雨宮天 - 2021年のカバーアルバム『COVERS -Sora Amamiya favorite songs-』収録[7]。
- 高橋愛
- 石原詢子
- 東京ゲゲゲイ-2022年のカバーアルバム『第二次』に収録。同年11月にMV発表。
- 奥井雅美-2023年の配信カバーアルバム『マサミコブシ～歌謡曲編』に収録。